# Chabičovice
Chabičovice (německy Kabschowitz) je malá vesnice, část obce Mirkovice v okrese Český Krumlov. Nachází se asi 1,5 km na západ od Mirkovic. Prochází zde silnice II/157. Je zde evidováno 23 adres.
Chabičovice je také název katastrálního území o rozloze 4,98 km. V katastrálním území Chabičovice leží i Svachova Lhotka.

## Historie
První písemná zmínka o vesnici pochází z roku 1347. V letech 1938 až 1945 byly Chabičovice v důsledku uzavření Mnichovské dohody přičleněny k nacistickému Německu.

## Obyvatelstvo
V roce 1938 zde žilo 117 obyvatel.
| Rok            | 1869 | 1880 | 1890 | 1900 | 1910 | 1921 | 1930 | 1950 | 1961 | 1970 | 1980 | 1991 | 2001 | 2011 | 2021 |
| -------------- | ---- | ---- | ---- | ---- | ---- | ---- | ---- | ---- | ---- | ---- | ---- | ---- | ---- | ---- | ---- |
| Počet obyvatel | 122  | 100  | 106  | 129  | 120  | 108  | 117  | 50   | 96   | 77   | 99   | 81   | 71   | 47   | 49   |
| Počet domů     | 16   | 17   | 13   | 13   | 14   | 14   | 16   | 16   | 16   | 13   | 15   | 18   | 14   | 18   | 16   |